# جيون سو جين
جيون سو جين (هانغل: 전수진؛ من مواليد 8 نوفمبر 1988 في مدينة سول لكنها نشأت في جزيرة جيجو) هي ممثلة من كوريا الجنوبية. كانت تدرس التصميم في جامعة كونكوك عام 2008 عندما بدأت في العمل بدوام جزئي كعارضة لمجلات الأزياء شيبويا وسيسي. ظهرت جيون لأول مرة عام 2012 في دراما مدرسة 2013 ومنذ ذلك الحين بدأت اللعب في الأفلام والمسلسلات التلفزيونية لا سيما في الفيلم السنيمائي Godsend سنة (2014) الذي يعد أول دور قيادي لها. كما اكتسبت شهرة واسعة من خلال أدوارها في مسلسلات الدراما الكورية التلفزيونية متل مسلسل الورثة سنة (2013) وثنائي الطوارئ (مسلسل) سنة (2014).

## روابط خارجية
- جيون سو جين على موقع IMDb (الإنجليزية)
- جيون سو جين على موقع قاعدة بيانات الفيلم (الإنجليزية)